# Bottenbugten
Bottenbugten (finsk: Perämeri, svensk: Bottenviken) er den nordligste del af Den Botniske Bugt, som er den nordligste del af Østersøen. Bugten afgrænses af Finland mod øst og Sverige mod vest, samt af havområdet Kvarken mod syd. Bugten dækker et 36.800 kvadratkilometer stort areal og er 147 meter dybt på det dybeste sted.
Bugtens større havnebyer på den finske side er Oulu, Kemi og Raahe.
Landhævningen i Skandinavien efter istiden er mest synlig i Bottenbugten, med 9 millimeter årligt  som følge af, at det var det område i Norden, hvor isen lå tykkest. I dag ligger Bottenbugten henved 300 meter højere end ved istidens ophør. Tydelige strandlinjer kan ses langt over dagens havniveau. Fortsætter landhævningen, vil Bottenbugten om 2.000 år være forvandlet til en sø.